# 대한민국 형법 제179조
대한민국 형법 제179조는 일수와 수리에 관한 죄에 대한 형법각칙의 조문이다.

## 조문
제179조 (일반건조물등에의 일수) ①물을 넘겨 전2조(제177조와 제178조)에 기재한 이외의 건조물, 기차, 전차, 자동차, 선박, 항공기 또는 광갱 기타 타인의 재산을 침해한 자는 1년이상 10년이하의 징역에 처한다.
②자기의 소유에 속하는 전항의 물건을 침해하여 공공의 위험을 발생하게 한 때에는 3년이하의 징역 또는 700만원이하의 벌금에 처한다.
③제176조의 규정은 본조의 경우에 준용한다.

## 참고 조문
제177조 (현재건조물등에의 일수) ①물을 넘겨 사람이 주거에 사용하거나 사람이 현존하는 건조물, 기차, 전차, 자동차, 선박, 항공기 또는 광갱을 침해한 자는 무기 또는 3년이상의 징역에 처한다.
②제1항의 죄를 범하여 사람을 상해에 이르게 한 때에는 무기 또는 5년이상의 징역 에 처한다. 사망에 이르게 한 때에는 무기 또는 7년이상의 징역에 처한다. 전문개정 95·12·29

제178조 (공용건조물등에의 일수) 물을 넘겨 공용 또는 공익에 공하는 건조물, 기차, 전차, 자동차, 선박, 항공기 또는 광갱을 침해한 자는 무기 또는 2년이상의 징역에 처한다.

제176조(타인의 권리대상이 된 자기의 물건) 자기의 소유에 속하는 물건이라도 압류 기타 강제처분을 받거나 타인의 권리 또는 보험의 목적물이 된 때에는 본 장의 규정의 적용에 있어서 타인의 물건으로 간주한다.

## 참고 문헌
- 김재윤, 손동권, 새로운 형법각론, 율곡출판사, 2013. ISBN 978-89-974283-4-2

## 같이 보기
- 일수와 수리에 관한 죄